# Толстенский сельский совет
Толстенский сельский совет (укр. Товстенська сільська рада) — входит в состав
Гусятинского района
Тернопольской области
Украины.
Административный центр сельского совета находится в 
с. Толстое.

## Населённые пункты совета
- с. Толстое
- с. Кут